# Barabás Márton (képzőművész)
Barabás Márton (Budapest, 1952. február 28. –) Munkácsy Mihály-díjas magyar festő, szobrász. Barabás Márton festőművész unokája. A Magyar Művészeti Akadémia levelező tagja 2013 óta.

## Életútja
Apja Márkosfalvi Barabás Márton építészmérnök, anyja Laskai Karolina. 1971 és 1977 közt végzett képzőművészeti tanulmányokat a Magyar Képzőművészeti Főiskolán. Kádár György, Kokas Ignác, Kocsis Imre voltak a mesterei. Tanulmányainak befejezése után a Derkovits Gyula képzőművészeti ösztöndíj segítette pályakezdését, majd 1978-1991-ig bekapcsolódott a Makói Grafikai Művésztelep munkájába. 1980 és 1983 közt a Fiatal Képzőművészek Stúdiójának vezetőségi tagja, 1983-ban elnöke volt. Jelenleg a Magyar Művészeti Akadémia Képzőművészeti Tagozatának tagja, a Magyar Művészkönyv Alkotók Társaságának alelnöke.

## Magánélete
1979-ben kötött házasságot, felesége Forray Luca, házasságukból három gyermek született: Lőrinc, Zsófia és Benedek.

## Munkássága
Kezdetben a hagyományos tájképfestészet keretein belül kereste a megújulási lehetőségeket, de kiváló volt arcképfestőként is, akárcsak nagyapja vagy korábbi oldalági rokona, Barabás Miklós, például Makkai Ádám szerkesztésében jelent meg egy angol nyelvű, a kortárs magyar költészetről szóló antológia, melybe a portrékat Szász Endre kezdte el rajzolni, de Szász megbetegedése után az utolsó 14 arcképet Barabás rajzolta meg (például Szőcs Gézáról, Kalász Mártonról.) Barabást már korán foglalkoztatták a térszervező kompozíciók is. A szakirodalom példaként említi erre Ikarus konténer című alkotását, amelyet 1978-ban állított ki egy Stúdió-tárlaton. Korai alkotói periódusát alapvetően a fotóhasználaton alapuló hiperrealista művek jellemezték, e munkáiban a képzelet és a valóság kettőssége teremt feszültséget.
Az 1980-as években a geometrikus absztrakció irányába fordult, de ugyanekkor a kollázstechnika segítségével szobrokat megidéző táblaképsorozatot alkotott. Ennek segítségével meghonosodott művészetében a három dimenziós képszobrok alkotása, a festmény és a nonfiguratív szobrok határterületén álló alkotások születtek. Nagy találékonysággal válogatta meg anyagait alkotásaihoz, hangszeralkatrészeket, főleg zongorabillentyűzeteket, kalapácsrendszereket és rétegelt lemezeket használt fel, amelyekből gyakran állatfigurákat megidéző alakzatokat teremtett. Alkotásain gyakran használt motívum a levélfüzér, az akantuszlevél, a kőtöredék, a farkasfog a csigavonal, a spirál. Három dimenziós alkotásai kiállíthatók falon függesztve vagy padlóra helyezett állványzatra szoborként.
Barabás munkássága a 20. század harmadik harmadának magyarországi neoavantgárd vonulatába illeszkedik egyrészt, másrészt Erdélyben az 1980-as évek elején jelentkezett kísérletező művészek munkáival, így az Ötödik Évszak című kiadványban bemutatott művekkel mutat erős rokon stílust. Festményeiből, síkplasztikáiból, installációiból sikeres kiállításai voltak, például 2002-ben a brassói Művészeti Múzeumban, majd 2008 nyarán a Székely Nemzeti Múzeumban. Barabás az utóbbi egy-másfél évtizedben a könyvművészettel foglalkozik, azaz a könyvvel, mint műalkotás-tárggyal.

## Kiállításai (válogatás)

### Egyéni
- 1976 • Rideg Sándor Művelődési Ház, Budapest, Csepel • Hazafias Népfront Klubja, Rákosliget, Budapest • Toldi Mozi Galéria, Budapest
- 1977 • Ifjúsági Klub, Budapest, Csepel • Fiatal Művészek Klubja, Budapest
- 1978 • Csepel Galéria, Budapest • Papírgyár Ifjúsági Klubja, Budapest, Csepel
- 1979 • Martos Flóra Kultúrház, Budapest, Csepel • Ipari Műszergyár Klubja, Iklad • Mini Galéria, Budapest • Miskolc • Bartók 32 Galéria, Budapest [Marosvári Györggyel és Körösényi Tamással]
- 1981 • Dráva Múzeum, Barcs • Stúdió Galéria, Budapest
- 1983 • "Egy" Klub, Budapest
- 1984 • Műcsarnok, Budapest • Vörösmarty Színház, Székesfehérvár
- 1985 • Francia Intézet • Hotel Forum, Budapest
- 1986 • Hotel Atrium Hyatt • Galerie Steiner, Bad Rappenau, Schloss Babstadt (Német Szövetségi Köztársaság) • Dürer Terem, Budapest [Mandel Róberttel] • Madách Galéria, Vác
- 1987 • Hotel Mondial- Pullmann, Köln • Galerie Elf [Várady Róberttel], Bielefeld (Német Szövetségi Köztársaság) • Akhnaton G., Kairó
- 1988 • Jipian Art G., Knokke (B) • Lábasház [Pollacsek Kálmánnal], Sopron
- 1989 • Szombathelyi Képtár [Pollacsek Kálmánnal és El Kazovszkijjal], Szombathely • Kernstok Terem, Tatabánya • Megyei Könyvtár, Békéscsaba • Iparterv, Budapest
- 1990 • Dorottya u. Galéria, Budapest
- 1991 • Pálmaház, Schönbrunn (A)
- 1993 • Dovin Galéria, Budapest (kat.)
- 1994 • Impala Ház, Szeged • Contempo G., Lyss (CH) • Pécsi Kisgaléria, Pécs
- 1995 • Dovin Galéria, Budapest
- 1997 • Dovin Galéria, Budapest • Merlin Galéria, Budapest • Polgár Galéria, Budapest
- 1999 • Csigagyűjtemény, Dovin Galéria, Budapest
- 2000 • Francia Intézet, Budapest
- 2001 • Magyar Kulturális Központ, London
- 2002 • Városi Művészeti Múzeum, Brassó • Schloss Gondelsheim, Galerie Steiner, Németország • Szombathelyi Képtár
- 2003 • Gefundene und erfundene Klaviere, Haus der Musik, Bécs, Ausztria • Wiener Mechanik, Klavierskulpturen, Berlin- Spandau, Zitadelle, Németország
- 2004 • Iparművészeti Múzeum, Budapest
- 2005 • Cultural Center of the Municipality of Athens, Athén, Görögország • Mutual Influences, Magyar Intézet, Delhi, India
- 2006 • Magyar Akadémia, Róma
- 2007 • Művészetek Háza, Szombathely • Kunstverein, Galeria Steiner, Bad Rappenau [Barabás Zsófival] • Haus der Ungarischer Kultur, Stuttgart, [Koroknai Zsolttal és Peter Riekkel] • Huba Galéria, Budapest • Erdész Galéria, Szentendre.
- 2011 • Talált és kitalált zongorák • Transzcendentális etűdök képre és zongorára, Vaszary Villa - Balatonfüred
- 2012 • Musikhochschule, Stuttgart, Németország • L'Hotel de Ville de Sochaux (Városháza Galériája) Patrick Choffat-val és Aurélien Lepage-zsal. Franciaország
- 2013 • József Attila Könyvtár, Makó
- 2014 • Helios Galéria, Temesvár. Penkala Évával. Románia • Ady Endre Városi Könyvtár, Baja
- 2015 • Hommage a Paul Sacher", Schaffhausen, Kunsthalle (Forum Vebikus) Svájc • Knihovna Kroměřížska, (Library of Kroměříž Region) Kroměříž-i Könyvtár, Csehország • "Ábécékönyv Kottakönyv Sorskönyv". Vízivárosi Galéria. Bornemisza Rozival, Pataki Tiborral
- 2016 • Dubniczai Palota, Veszprém, Vár • "Zongoraobjektek", Zeneakadémia, Budapest
- 2017 • "Fotók, könyvtárgyak és installációk", Faur Zsófi Galéria • Bozsó Gyűjtemény, Kecskemét
- 2018 • Dom Ogrodow (Művelődési Központ) Katowice, Lengyelország • "Időutazás (zongoraátiratok és kottakönyvek)", Nádor Galéria, Budapest • "Hegedű duó", Városi Könyvtár, Gödöllő
- 2019 • "Zongorakivonat" Aba-Novák Galéria, Leányfalu • "Nyitány" Miskolci Galéria, Miskolc • "Időutazás Révfülöpön" RévArt Galéria
- 2020 • "Zongoraátiratok" Juhász Ferenc Művelődési Központ, Faluház Galéria [5]

### Csoportos
- 1977 • Fiatal Művészek Stúdiója '77, Csók Képtár, Székesfehérvár
- 1978 • Fiatal Művészek Stúdiója '78, Magyar Nemzeti Galéria, Budapest • Fiatal Művészek Stúdiója, Grand Palais, Párizs
- 1980 • Plasztikus képek, Színház téri Galéria, Pécs • Fotóhasználat a képzőművészetben, Magyar Kultúra Háza, Berlin • XXXIX. Velencei Biennálé, Velence • Szín/Tézis, Dorottya u. Galéria, Budapest
- 1981-1997 • Országos Kisplasztikai Biennálé, Pécs
- 1982 • Tér-idézetek, Fészek Galéria, Budapest
- 1983 • Tendenciák a magyar szobrászatban, Lisszabon, Madrid
- 1984 • XVI. Nemzetközi Festészeti Fesztivál, Cagnes-sur-Mer
- 1986 • Eklektika '85, Magyar Nemzeti Galéria, Budapest
- 1987 • Kortárs művészet Magyarországról, Galerie der Künstler, München
- 1991-1996 • Budapesti Art Expo, Budapest
- 1991-1992 • Hommage à Kandinszkij II., Fészek Galéria, Budapest
- 1992 • Dialog II. (~, Haverkamp, Lois, Reichert), Vigadó Galéria, Budapest • Bevezetés a kortárs művészetbe, Csók Képtár, Székesfehérvár
- 1993 • Nueva Pintura del Este, Madrid • Itália és a nyolcvanas évek magyar művészete, Olasz Kultúrintézet, Budapest
- 1994 • 80-as évek - Képzőművészet, Ernst Múzeum, Budapest • Piranéző, Szépművészet Múzeum, Budapest • Kisszobor '94, Vigadó Galéria, Budapest
- 1995 • Helyzetkép/Magyar szobrászat, Műcsarnok, Budapest
- 1996 • Térvonalak és imaginárius terek, Fészek Galéria, Budapest
- 1997 • Magyar Szalon '97, Műcsarnok, Budapest • Olaj/Vászon, Műcsarnok, Budapest • Konszonancia, Szentendrei Képtár, Szentendre.
- 2011 • Művek vízre - tervek, modellek - nemzetközi kiállítás, Vasarely Múzeum - Budapest[6][7]
- 2012 • Reökzített gondolatok", Reök Palota, Szeged. A Magyar Művészkönyvalkotók Társasága (MMAT) kiállítása.
- 2013 • Vaszary Képtár, Kaposvár, Művészkönyves kiállítás
- 2013-2014 • "From Organic Forms to Light Art" (Selection from the Contemporary Hungarian Art by Attila Csáji) 1. National Gallery of modern Art New Delhi. 2. Mumbai, Museum 3. Bengaluru (Bangalore) Nat. Museum. India
- 2014 • "Művészsorsok a boldog békeidők után" GIM Ház, Gödöllő • "Libretto ( 9 olasz és 9 magyar művészkönyves kiállítása)" Nádor Galéria Bp./ Galleria Scoglio di Quarto, Milano. Olaszország
- 2015 • "Szomszédolás" ("Pri sosedovih") Ljubljana, Vár, MMA kiállítás, Szlovénia • "Kertek, versek, labirintusok"(Orosz István, Gyulai Líviusz, Katona Szabó Erzsébet, Barabás M.) Gaál Imre Galéria Bp. • "Illuminációk - a Gutenberg-Galaxis stopposainak" Műcsarnok M0 terem • "Nemzetközi Művészkönyv-kiállítás és vásár" Párma, Palazzo della Pilotta, Olaszország.
- 2016 • "Futur II." Künstlerhaus, München. Az MMA képzőművészeti tagozatának kiállítása, Németország
- 2017 • "24. Minipresse Messe" Mainz, Rheingoldhalle. Németország
- 2018 • "Rund um den Punkt" Kunst und Museumbibliothek der Stadt Köln (Vermes Júlia gyűjteménye), Németország • "Kert a városban (A Gödöllői Művésztelep Kiállítása)" Vigadó Budapest • Limes Galéria, Révkomárom / Rozsnyó, Városi Képtár. (Szabó Ottó, Orosz István, Gaál Tamás, Diénes Attila és Barabás M.) Szlovákia • "Dohányzástörténeti kiállítás" Diszel, Első Magyar Látványtár • "Lélek Jelen lét (Spirit Presence Existence)" Peking, Today Art Museum. Az MMA gyűjteményes kiállítása. Kína • "Biennala de Carte Bibliofila si de Carte Obiect" Muzeul National Al Literaturii. Bukarest, Románia (A zsűri különdíja)
- 2019 • "25. Minipresse Messe" Mainz, Rheingoldhalle. Németország • "Gondolatok könyvei" UP Galéria (Újpesti Rendezvénytér) • Kecskeméti Acélszobrászati Művésztelep kiállítása. Hotel Four Seasons, Kecskemét • "Artimmersion 11" Austellungshalle von Leifers/ Sala Espositiva di Laives. Olaszország (Dél-Tirol) • "Végtelen átjáró (A tolcsvai természet-művésztelep)" ("Endless Passage (Nature Art Colony of Tolcsva") MűvészetMalom, Szentendre • "Transzmisszió" Az MMA kiállítása Sepsiszentgyörgyön • "Neoavantgárd fotóművészet Magyarországon az 1960-as évektől napjainkig/ A múlt szabadsága". Magma Kortárs Művészeti Kiállítótér, Sepsiszentgyörgy [5]

## Köztéri alkotásai
Barabás Márton művészetének ismertségét és elismertségét fokozta a hazai és a nemzetközi egyéni és csoportos kiállításokon való részvétele. Ennek köszönhetően (is) köztéri alkotásokat is rendeltek tőle.
- Fölszállás, Leszállás (olaj, 1985, Budapest, Ferihegy II repülőtér)
- Homlokzatfestés (1993-1994, Tatabánya, A Közművelődés Háza)
- Pannó (olaj, 1994, Tatabánya, A Közművelődés Háza)
- Noé bárkája-pannó (olaj, 1996, Budapest, V. ker., Szent István téri Általános Iskola)
- Szabolcsi Bence-dombormű (bronz, 1998, Budapest, V. ker., Szabolcsi Bence Zeneiskola).
- Pártos Erzsi színművész domborműves emléktáblája (2004; Budapest, V. kerület, Régi posta u. 2.)[8][9]

## Művei közgyűjteményekben
Jeles közgyűjtemények őrzik festményeit, installációit:
- Drezdai Állami Képtár;
- Fővárosi Képtár, Budapest;
- Fiatal Művészek Stúdiója Archívum, Budapest;
- Hadtörténeti Múzeum, Budapest;
- Szent István Király Múzeum, Székesfehérvár;
- Janus Pannonius Múzeum, Pécs;
- József Attila Múzeum, Makó;
- Magyar Nemzeti Galéria, Budapest;
- Miskolci Fotómúzeum, Miskolc;
- Szombathelyi Képtár, Szombathely;
- Somogy megyei Képtár, Kaposvár;
- Nemzeti Múzeum, Szceczin;
- Tragor Ignác Múzeum, Vác;
- Nemzeti Múzeum, Wrocław;
- Xántus János Múzeum, Győr.[7]

## Többnyelvű kiállítási katalógus
- Barabás Márton művészete : Avantgárd és akadémizmus = The art of Barabás Márton : Avant-garde and Academism / terv. Vasvári László Sándor. Budapest : Dovin Művészeti Kft, 1990. 93 p. ill.

## Kötetei
- Barabás Márton munkái, 1995–2000; szerzői, Bp., 2001
- Barabás Márton könyvszobrai, 1995–2008; tan. Kovalovszky Márta; szerzői, Bp., 2009
- Barabás Márton; szöveg Wehner Tibor; Faur Zsófi Galéria, Bp., 2010 (Mai magyar képzőművészet)
- Visszaszámlálás; tan. Szabó Noémi, Szegő György; Műcsarnok, Bp., 2021
- Zongoraátirat. Művészeti írások; Új Művészet, Bp., 2021

## Díjak, elismerések
- Derkovits Gyula képzőművészeti ösztöndíj (1978-1981)
- A XIV. Nemzetközi Festészeti Fesztivál különdíja, Canges-sur-Mer (1984)
- Soros Alapítvány díja (1986)
- Egyiptomi ösztöndíj (1987)
- Ösztöndíj a Római Magyar Akadémián (1989)
- Munkácsy Mihály-díj (1999)
- Prima díj (2021)[10]